# Fetofetales Transfusionssyndrom

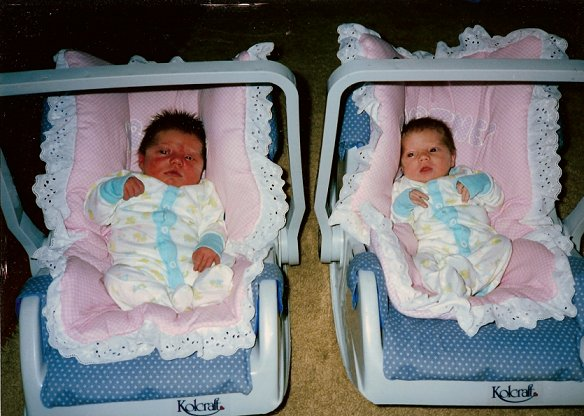
„Rosenrot und Schneeweißchen“. Neugeborene Zwillinge mit FFTS. Sowohl Akzeptor (links) als auch Donor (rechts) überlebten.

Das Fetofetale Transfusionssyndrom (abgekürzt FFTS, synonym Zwillings-Syndrom; englisch twin-to-twin transfusion syndrome, abgekürzt TTTS) ist eine seltene, aber in ihren Auswirkungen meist sehr schwere pränatale Durchblutungs- und Ernährungsstörung eineiiger Zwillinge. Das Syndrom kann auftreten, wenn sich bei einer eineiigen Zwillingsschwangerschaft die beiden Feten einen Mutterkuchen (Plazenta) teilen (monochoriale Schwangerschaft). Es wird dadurch verursacht, dass sich außerordentliche Gefäßverbindungen der kindlichen Blutkreisläufe auf der Plazenta bilden, die eine ungleiche Versorgung der ungeborenen Kinder bewirken. Extreme Fälle dieser Entwicklungsstörung werden endoskopisch meist erfolgreich mit Laserablation behandelt.

## Ursachen
Ein fetofetales Transfusionssyndrom wird ausschließlich bei Zwillingsschwangerschaften beobachtet, bei denen sich beide Feten einen Mutterkuchen teilen, den so genannten monochorialen Zwillingsschwangerschaften. In 85 % bis 95 % dieser Fälle bilden sich im Mutterkuchen Blutgefäßanastomosen; deswegen spricht man von einer Plazenta mit kommunizierenden Blutgefäßen. Gefährlich sind solche Verbindungen, wenn Arterienäste in Venen (= arteriovenös) münden, ehe die Arterien die Chorionzotten passieren konnten. Aber auch Verbindungen zwischen Arterien (= arterioarteriell) oder zwischen Venen (= venovenös) sind nachteilig.
Durch die Anastomosen findet eine wechselseitige Bluttransfusion statt. In der Mehrzahl der Fälle ist dieser Blutaustausch nicht gefährlich und darum medizinisch von geringer Relevanz. Ob seines häufigen Auftretens ist der Blutaustausch als normal anzusehen, solange er zwischen beiden Feten in etwa ausgeglichen ist. Ist jedoch die Transfusion über die Plazentagefäße unausgewogen, so verliert ein Zwilling mehr Blut an den anderen Fetus, als er selbst bekommt. Der Spenderzwilling (Donor) ist vom meist größeren Empfängerzwilling (Akzeptor) zu unterscheiden. Durch Ungleichgewicht in den beiden Blutkreisläufen entsteht das fetofetale Transfusionssyndrom.

## Häufigkeit
In 10 bis 15 von 100 Schwangerschaften mit eineiigen Zwillingen an einer gemeinsamer Plazenta (monochorialen Zwillingsschwangerschaften) entwickelt sich ein medizinisch relevantes Ungleichgewicht zwischen den beiden fetalen Blutkreisläufen.
Eine Veröffentlichung aus den Niederlanden berichtet von 0,4 % monochorialen Zwillingsschwangerschaften, bezogen auf die Gesamtbevölkerung. Eine große bevölkerungsbezogene kanadische Studie zählte in insgesamt 142.715 Geburten lediglich 48 FFTS-Fälle.

## Diagnose
Da sich ein FFTS so gut wie nie beim Vorliegen zweier Mutterkuchen entwickelt, muss für die Abschätzung des Risikos der Entwicklung eines FFTS und für eine eventuell später folgende Diagnosestellung gesichert sein, dass es sich um eine monochoriale Zwillingsschwangerschaft handelt, dass also nur eine Plazenta zur Versorgung der Kinder vorliegt. Die Überprüfung der Chorialität gelingt am besten im Zeitraum zwischen der neunten und zwölften Schwangerschaftswoche. Danach ist die Chorialität deutlich schwieriger, teils sogar unmöglich zu bestimmen. Gilt eine Zwillingsschwangerschaft als monochorial, muss sie mindestens alle drei Wochen mit Ultraschall (Sonografie) überwacht werden.
Die Differentialdiagnose zur Plazentainsuffizienz (Leistungsschwäche des Mutterkuchens) muss abgeklärt werden. Hierbei wären die Zwillinge ebenfalls unterschiedlich groß, wobei sich jedoch beim größeren Kind keine unüblich starke Fruchtwasservermehrung (Polyhydramnion) zeigt (sofern diese nicht durch andere Ursachen begründet wäre).
Bei der Betreuung der werdenden Mutter wird bei den Diagnosen der ICD-10-Code O43.0 (Pathologische Zustände der Plazenta – Transplazentare Transfusionssyndrome) angegeben.

## Symptome
Beim FFTS findet in der Regel ein dauerhaft unausgewogener Blutaustausch zwischen den Zwillingen statt. Typische Symptome finden sich in Form von Veränderungen im Ultraschall. Beschwerden sind in der Regel sehr unspezifisch (z. B. bei Polyhydramnion) und treten erst beim fortgeschrittenen FFTS auf. Eine frühzeitige Untersuchung in spezialisierten Zentren ist daher bei Verdacht auf FFTS unerlässlich.

### Stadieneinteilung nach Quintero
Der Ausprägungsgrad des FFTS wird im Allgemeinen mit Hilfe der Stadieneinteilung nach Quintero klassifiziert. Dabei werden vor allem sonographische Kriterien in die Einteilung mit einbezogen.
| Stadium | Diagnosekriterien |
| ------- | --- |
| I       | Es liegt ein ausgeprägtes Missverhältnis der Fruchtwassermenge zwischen den Zwillingen vor. Der größte messbare Fruchtwasserpool beträgt im Ultraschall beim Spenderzwilling <2 cm, beim Empfängerzwilling >8 cm. |
| II      | Zusätzlich zu Stadium I ist die Harnblase des Spenderzwillings im Ultraschall nicht darstellbar. |
| III     | Zusätzlich zu Stadium II kommt es zu Auffälligkeiten im Dopplerultraschall der fetalen Gefäße: Fehlender oder negativer enddiastolischer Blutfluss in der A. umbilicalis, negative A-wave im Ductus venosus.      |
| IV      | Zusätzlich zu Stadium III ist ein Hydrops fetalis als Zeichen einer Dekompensation des Herzens im Ultraschall feststellbar.                                                                                       |
| V       | Intrauteriner Tod eines Zwillings oder beider Feten. |

### Symptome beim Empfängerzwilling (Akzeptor)
Der Empfängerzwilling ist in der Regel deutlich größer als der Spenderzwilling. Durch eine gesteigerte Urinausscheidung (Diurese) bildet er vermehrt Fruchtwasser. Dieses so genannte Polyhydramnion entsteht infolge eines Hormons namens Atriales natriuretisches Peptid (ANP), das vermehrt von Zellen des Herzvorhofes ausgeschüttet wird. Und der erhöhte ANP-Spiegel steigert die Diurese im Donor. Das Forschungsergebnis lässt hoffen, den Fetus in Zukunft mit einem ANP-Blocker direkt zu behandeln.
Das übermäßige Fruchtwasser überdehnt die Gebärmutter und führt unbehandelt zu vorzeitiger Wehentätigkeit, zu vorzeitigem Platzen der Fruchtblase (Blasensprung) und dementsprechend zu einer Fehl- oder Frühgeburt. Auf Grund des dauerhaft erhöhten Blutvolumens leidet der Empfängerzwilling an Herzinsuffizienz; als Zeichen der Dekompensation des Herzens entsteht ein Hydrops fetalis, eine generalisierte Ödembildung. Durch Herzversagen kommt es unbehandelt zum vorgeburtlichen Tod. Nach der Geburt weist der Akzeptor eine unüblich große Menge Blut auf (Plethora).

### Symptome beim Spenderzwilling (Donor)
Der Spenderzwilling ist wegen Wachstumsverzögerung deutlich kleiner als der aufnehmende Zwilling. Durch verminderte oder gar aussetzende Urinausscheidung enthält seine Fruchthöhle wenig Fruchtwasser (Oligohydramnion). In schweren Fällen fehlt das Fruchtwasser (Anhydramnion, „stuck twin“) und entsprechend ist die Fruchtblase mittels Ultraschall nicht darstellbar. Durch Blutarmut (Anämie) und allgemeine Mangelversorgung bei zu kleinem Anteil am Mutterkuchen kann auch beim Donor vorgeburtlicher Tod eintreten. Nach der Geburt weist der Spenderzwilling immer eine Blutarmut mit einer Differenz der Hämoglobinkonzentration zum Empfängerzwilling auf.

### Intrauteriner Fruchttod (IUFT)
Sowohl beim Donor als auch beim Akzeptor kann es bei einem unbehandelten FFTS zum Tod im Mutterleib durch die o. g. Veränderungen kommen. Stirbt ein Zwilling, verblutet in 26 % solcher Fälle der eigentlich lebensfähige Zwilling, und zwar über die superfizialen Anastomosen des toten. Die Gefahr einer Thrombose ist in solchen Situationen deutlich erhöht. In 25 % IUFT findet man beim Überlebenden eine nekrotisierende Läsion in der weißen Substanz des Gehirns, in den Nieren und in anderen Organen. In bis zu 33 % der IUFT-Fälle stirbt der überlebende Zwilling im ersten Lebensjahr.

## Therapie
Bis heute gibt es keine Behandlungsmethode, die mit Gewissheit das Überleben der Zwillinge sichert und garantiert, dass die Kinder durch die Folgen des FFTS oder die vor- und nachgeburtlichen Behandlungen keine bleibenden Beeinträchtigungen davontragen.
Sind nur geringe Symptome ausgeprägt, kann zunächst abgewartet werden. Jedoch muss der Verlauf der Schwangerschaft engmaschig in spezialisierten Zentren bzw. von spezialisierten Untersuchern kontrolliert werden, um bei einer Verschlechterung die Therapie einzuleiten. In der Vergangenheit wurde die Fruchtwasserentlastungspunktion (Amniozentese) als symptombezogene Therapie angewendet. Inzwischen erweisen viele Studien die Laserablation vorteilhafter als die Amniozentese. Damit stellt die Laserablation die Therapie der Wahl bei behandlungsbedürftigem FFTS dar.

### Fruchtwasserentlastungspunktion
Bei der Fruchtwasserentlastungspunktion wird die Fruchtblase des Empfängerzwillings punktiert und Fruchtwasser abgelassen. Diese Entlastung senkt das Risiko sowohl für ein Platzen der Fruchtblase als auch für das Auftreten vorzeitiger Wehen. Die Entlastungspunktion stellt eine so genannte symptomatische Behandlung dar, das heißt, es wird nicht die Ursache der Erkrankung, sondern nur ein Teil ihrer Folgen behoben. An der Kreislaufsituation ändert der Eingriff nichts. Da es nach einer Entlastungspunktion in der Regel erneut zu einem Polyhydramnion kommt, müssen im Laufe der Schwangerschaft mehrere Punktionen durchgeführt werden.

### Laserablation

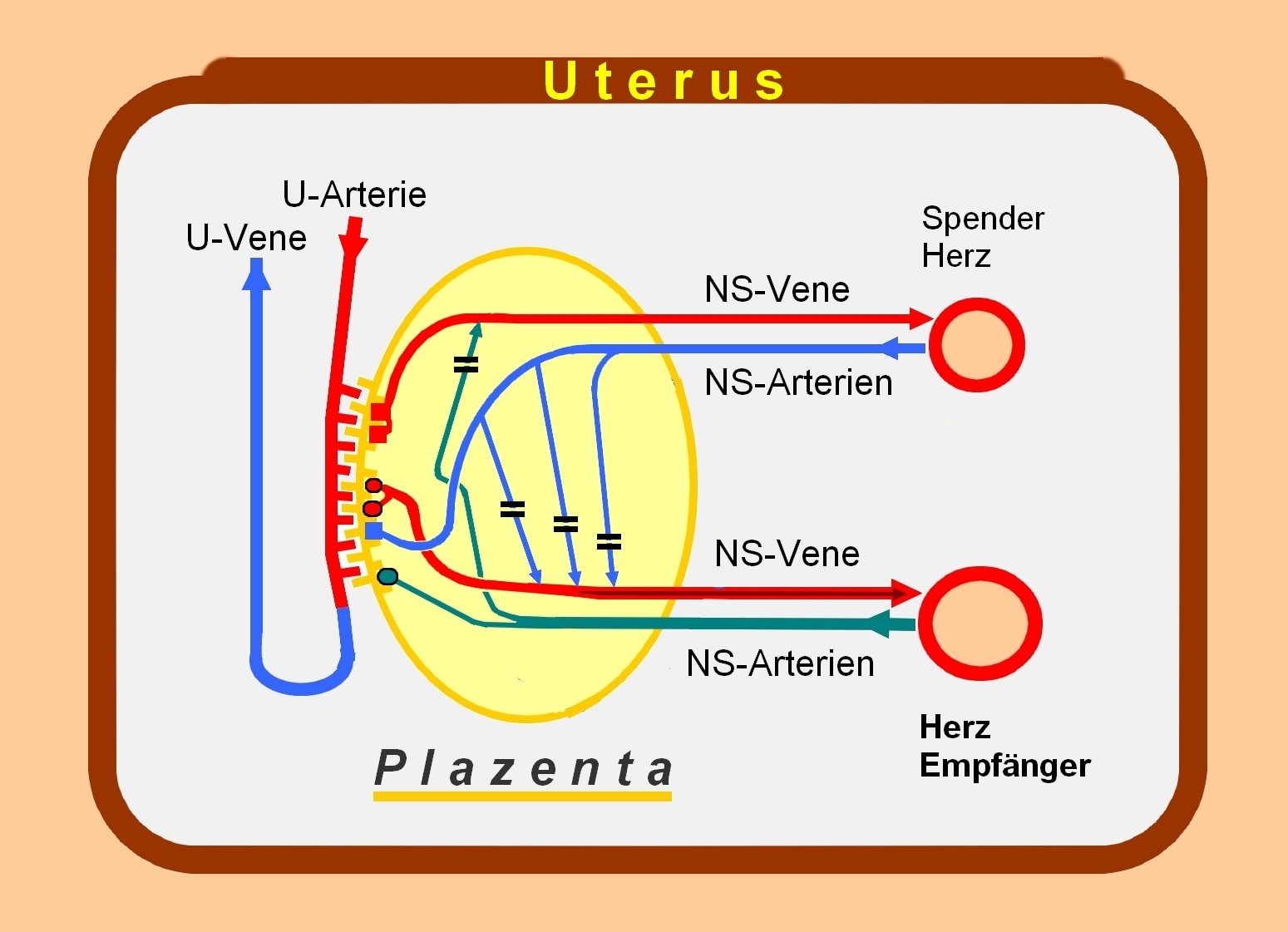
FFTS-Lasertherapie, schematisch: Arterio-venöse Anastomosen getrennt. NS Nabelschnur; U Uterus; = Laserschnitt

Die Durchtrennung der Gefäßanastomosen mittels Laser stellt nach heutigem Kenntnisstand das Mittel der Wahl bei ausgeprägtem FFTS dar. Für die Laserablation wird eine minimal invasive Spiegelung der Gebärmutter durchgeführt: Bei einer solchen Fetoskopie werden die Gefäßverbindungen auf der inneren Plazentafläche aufgesucht. Als erstes sind Verbindungen der Arterien des Spenderzwillings zu Venen des Empfängerzwillings mit Laserpulsen zu verschließen. Danach sind Verbindungen der Arterien vom Empfänger zu Venen des Spenders zu lasern. Die empfohlene Reihenfolge ermöglicht eine Bluttransfusion während der Operation vom (früheren) Empfänger zum unterversorgten Spender.
Konnten die falschen Verbindungen verschlossen werden, so war die Laserablation erfolgreich: sie hat zwei getrennte fetale Kreisläufe geschaffen und die Ursache des FFTS behoben. Im Rahmen der Laserablation wird auch Fruchtwasser aus der Fruchtblase des Empfängerzwillings abgenommen. Durch die kombinierte Behandlung erzielt man höhere Überlebensraten als mit Fruchtwasserentlastung alleine.
Die Laserbehandlung sollte grundsätzlich nur in spezialisierten Zentren von erfahrenen Operateuren durchgeführt werden.

#### Komplikationen
Ursache für mögliche Komplikationen sind eine besondere Ausbildung der Plazenta und für die Operation ungünstig gelegene Gefäßverbindungen auf der Plazenta. Verbleibt einem der Feten nach der Laserbehandlung nicht mehr ausreichend Plazenta, um versorgt zu werden, so stirbt er im Mutterleib. Der andere Zwilling bleibt in der Regel unbeschadet. Wenn die Komplikation von der Ausbildung der Plazenta abhängt, kann sie der Operateur nicht beeinflussen. Wurden Anastomosen übersehen, muss eine erneute Laserung erfolgen, wodurch das Risiko für die Schwangerschaft erheblich steigt. Die Häufigkeit dieser Komplikation hängt von der Erfahrung des Operateurs ab und variiert deutlich im Vergleich der Zentren (siehe unten: Tabelle).
Als Schädigungen der Eingeweide sind bekannt: Leerdarmverschluss, Krummdarmverschluss, Durchbruch an der Stelle einer nekrotisierenden Darmentzündung. Die betroffenen Darmabschnitte wurden nach der Geburt entfernt und durchgängige Darmpassagen hergestellt. Die Säuglinge litten anschließend an keinen ernsten Verdauungsstörungen.
Weitere Komplikationen sind ein vorzeitiger Blasensprung als Folge der Fetoskopie sowie Blutungen durch den Eingriff. Die Versorgung dieser z. T. schweren Komplikationen sind ebenfalls von der Erfahrung des Operateurs und der Art der Fetoskopie abhängig. So hat die Einführung eines modifizierten Fetoskopie-Trokars mit ultradünner flexibler Optik an der Universitätsklinik Halle die Verletzung der Eihaut von 11,27 mm² auf 2,65 mm² reduziert und damit die Komplikationsrate deutlich gesenkt.
Das FFTS kann durch eine vorzeitige Geburt beendet werden. Abhängig von der Schwangerschaftswoche (Gestationsalter) kann das Mittel der Wahl die Einleitung der Geburt vor dem errechneten Entbindungstermin sein, damit die Zwillinge dem FFTS nicht länger ausgesetzt sind. Allerdings sind mit der Frühgeburt Risiken verbunden (erhöhte Sterblichkeit, bleibende Schädigungen), die es gegen die Risiken abzuwägen gilt, welche sich aus den Folgen des FFTS ergeben.
Um Komplikationen zusätzlich zum FFTS zu vermeiden, hilft es, das chirurgische Geschick ständig zu üben. Jede Laseroperation ist sorgfältig zu planen und zu simulieren. Diesem klinischen Zweck dient eine Computer-Plattform, welche aus Befunden von Magnetresonanztomographie und Ultraschall ein dreidimensionales Modell der Gebärmutter erzeugt.

## Prognose
Ohne Behandlung birgt FFTS für die Zwillinge hohe Risiken, nämlich Mortalität vor oder während der Geburt. Überlebende FFTS-Babys können unter verschiedenen Krankheiten leiden, besonders unter Entwicklungsstörungen des Zentralnervensystems.
Bei einer kleinen Zahl von 64 unbehandelten FFTS-Schwangerschaften überlebten in 12 Fällen (19 %) beide Zwillinge die Geburt, in 11 Fällen (17 %) überlebte nur ein Zwilling, und in 41 Fällen (64 %) gab es keinen Überlebenden.
Bei der Fruchtwasserentlastungspunktion werden, bezogen auf alle FFTS-Kinder, Überlebensraten von 60 % bis 80 % berichtet. Doch nach endoskopischer Laserbehandlung liegt die Chance, dass zumindest ein Zwilling überlebt, zwischen 80 % bis 100 %, abhängig von den behandelnden Zentren (siehe Tabelle oben).
Eine frühe Untersuchung berichtete von 92 Schwangerschaften, bei denen ein Zwilling in der Mutter starb. Vom intrauterinen Tod war meist der Empfängerzwilling betroffen, weil Anastomosen von Arterien in Venen eine nachteilig entscheidende Rolle spielen.

## Spätfolgen
Nach der Geburt bleiben manchen Zwillingen, die von einem FFTS betroffen waren, organspezifische Störungen. Es treten beispielsweise vermehrt Nierenversagen und ein behandlungsbedürftiger niedriger Blutdruck (Hypotonie) auf. Diese Störungen gehen aber meist vorüber.
Überlebende Kinder, die mit Fruchtwasserentlastungspunktionen behandelt wurden, erleiden mit einer Häufigkeit von etwa 15 % eine bleibende Hirnschädigung, eine infantile Zerebralparese. Darüber hinaus finden sich weitere 8 % mit allgemeiner Entwicklungsverzögerung.
Dagegen wurden von Kindern nach Laser-Gefäßdurchtrennung lediglich etwa 5 % infantile Zerebralparesen berichtet. Auch akuter Nierenschaden ist eine bekannte FFTS-Komplikation nach der Geburt.